# استبان اوستویچ
استبان دنیل اوستویچ وگا (زاده ۱۲ آوریل ۱۹۸۲) یک داور فوتبال اروگوئه‌ای است. او از سال ۲۰۱۶ داور بین‌المللی فیفا بوده است.

## حرفه داوری
اوستویچ در سال ۲۰۱۳ در لیگ برتر اروگوئه قضاوت را آغاز کرد و در سال ۲۰۱۶ برای اولین بار در فهرست داوران بین‌المللی فیفا قرار گرفت. او اولین قضاوت خود در مسابقات کونمبول را در ۱۱ اوت ۲۰۱۶ در جام سودامریکانا در مسابقه‌ای بین سول ده آمریکا از پاراگوئه و خورخه ویلسترمن از بولیوی انجام داد. سال بعد، او اولین قضاوت خود را در جام لیبرتادورس، در دیدار مرحله گروهی بین باشگاه گرمیو برزیل و باشگاه شیلی دپورتس ایگیگه در ۱۲ آوریل ۲۰۱۷ انجام داد. اوستویچ اولین قضاوت ملی بزرگسالان خود را در ۱۶ نوامبر ۲۰۱۸ انجام داد، یک بازی دوستانه بین آرژانتین و مکزیک. سال بعد، او به عنوان داور کوپا آمریکا ۲۰۱۹ برزیل انتخاب شد، جایی که او بازی مرحله گروهی بین بولیوی و ونزوئلا را قضاوت کرد.
او همچنین اغلب به عنوان کمک‌داور ویدئویی (وی‌ای‌آر) کار کرده است، از جمله در بازی برگشت فینال جام لیبرتادورس ۲۰۱۸، فینال جام لیبرتادورس ۲۰۱۹ و بازی رفت رکوپا سودامریکانا ۲۰۲۰. او به عنوان وی‌ای‌آر برای جام باشگاه‌های جهان ۲۰۱۹ قطر منصوب شد و در سه بازی از جمله فینال بین لیورپول انگلیس و فلامینگو برزیل حضور داشت. اوستویچ به دلایل سلامتی جایگزین هموطن خود، لئودان گونزالس به عنوان داور در جام باشگاه‌های جهان ۲۰۲۰ شد که در فوریه ۲۰۲۱ در قطر برگزار شد. او برای قضاوت مسابقه مرحله دوم بین باشگاه مکزیکی تیگرس اونال و باشگاه اولسان هیوندای کره جنوبی و همچنین فینال بین باشگاه آلمانی بایرن مونیخ و تیگرس اونال انتخاب شده بود.